# Walentina Petrowna Telegina
Walentina Petrowna Telegina (russisch Валентина Петровна Телегина; * 10. Februarjul. / 23. Februar 1915greg. in Nowotscherkassk, Russisches Kaiserreich; † 4. Oktober 1979 in Moskau) war eine sowjetische Film- und Theater-Schauspielerin.

## Leben und Leistungen

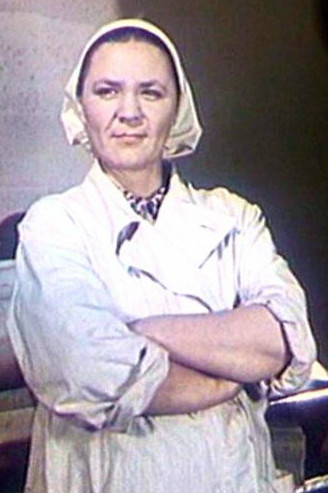
Telegina in Es begann im blauen Expreß (1948)

Die aus Südrussland stammende Telegina zog nach ihrer Schulzeit nach Leningrad und besuchte dort das Institut für darstellende Kunst. Parallel dazu nahm sie bis 1937 Schauspielunterricht bei Sergei Gerassimow, der damals beim Lenfilmstudio beschäftigt war.
1934 gab sie in Gerassimows Komödie Люблю ли тебя? (Ljublju li tebja?) ihr Filmdebüt. Bis Telegina ihre Laufbahn aufgrund des Deutsch-Sowjetischen Krieges unterbrechen musste, trat sie in zehn weiteren Filmen auf. Mit Komsomolsk – Stadt der Jugend (1938) und Учитель (Utschitel, 1939) spielte sie dabei noch zwei weitere Male unter Gerassimows Leitung und war auch am Kurzfilm Хирургия (Chirurgija, 1939) nach Tschechows gleichnamiger Kurzgeschichte beteiligt. Von 1936 bis 1940 trat sie außerdem für das Radlow-Theater und danach ein Jahr für das Theater der Baltischen Flotte auf. Nach Ausbruch des Krieges war Telegina zunächst in der Truppenversorgung tätig, trat aber auch noch einmal für Непобедимые (Nepobedimye, 1942), erneut unter Gerassimows Co-Regie, vor die Kamera, ehe sie nach Alma-Ata evakuiert wurde. Noch im selben Jahr trat sie in zwei weiteren Filmen in Erscheinung.
Nach Kriegsende setzte Telegina ihre Laufbahn in Moskau fort, wo sie ab 1945 zunächst beim Theater der Kinodarsteller auftrat. 1947 trat sie für die Mosfilmproduktion Frühling (Весна) wieder vor die Kamera. In Film und Theater war sie daraufhin bis zu ihrem Tod aktiv. Teleginas bevorzugte Filmrollen waren alltägliche Frauen, ihre Darstellungen waren des Öfteren humoristisch unterlegt. Gegen negativ belegte Charaktere hegte sie eine Abneigung, verkörperte diese aber dennoch zuweilen. Ihre Filmografie umfasst über 80 Werke in verschiedenen Genres, z. B. dem Melodram (Auferstehung, 1960–61, nach Tolstois gleichnamigem Roman), dem Historiendrama (Im Eismeer verschollen, 1955), dem Sozialdrama (Драгоценные зёрна, Dragozennye sjorna, 1947), dem Märchenfilm (Das Märchen von der verlorenen Zeit, 1964) sowie dem Kinderfilm (Ein Tropfen im Meer, 1973). Eine ihrer wenigen Hauptrollen gab sie in Abschied von den Tauben (1961).
Telegina trat auch einige Male als Synchronsprecherin in Erscheinung, u. a. für die russischsprachigen Fassungen von Johann Alexander Hübler-Kahlas Seesterne (1952), Einmal wird die Sonne wieder scheinen (1952) von George Seaton oder die tschechoslowakische Produktion Wo der Teufel nicht hinkam (1959).
Sie starb 64-jährig und wurde auf dem Mitinski-Friedhof, Abschnitt 21, beigesetzt.

## Ehrungen
Telegina war Trägerin der Titel Verdiente Künstlerin der RSFSR (14. Juli 1961) und Volkskünstlerin der RSFSR (4. September 1974). Ihr Leben war außerdem Gegenstand der 23. Folge der Dokumentarfilmreihe Чтобы помнили (Zum Gedenken, 1996).
Die Russische Post gab 2015 eine Postkarte mit ihrem Konterfei heraus.

## Privatleben
Telegina hatte einen jüngeren Bruder, der während des Deutsch-sowjetischen Krieges Zwangsarbeiter in Deutschland war und später eine geheimdienstliche Ausbildung absolvierte. Er kehrte 1957 in die Sowjetunion zurück, lehnte aber deren Gesellschaftssystem ab, weshalb sie sich mit ihm überwarf.
Telegina war nie verheiratet, hatte aber eine Tochter namens Nadeschda. Beide pflegten lange Zeit ein distanziertes Verhältnis zueinander, das sich erst kurz vor Teleginas Tod besserte.

## Filmografie (Auswahl)
- 1938: Stadt der Jugend – Komsomolsk (Komsomolsk)
- 1940: Im Kampf ums Glück (Tschlen prawitelstwa)
- 1947: Frühling (Wesna)
- 1948: Es begann im blauen Expreß (Poesd idjot na wostok)
- 1950: Kubankosaken (Kubanskije kasaki)
- 1952: Aus dem Tagebuch einer Ärztin (Selski wratsch)
- 1955: Der Weltmeister (Tschempion mira)
- 1955: Im Eismeer verschollen (More studjonoje)
- 1956: Mein Freund der Matrose (Matros Tschischik)
- 1957: Das Haus, in dem ich lebe (Dom, w kotorom ja schiwu)
- 1959: Du bist nicht allein (Stutschis w ljubuju dwer)
- 1959: Die Ballade vom Soldaten (Ballada o soldate)
- 1960–61: Auferstehung (Woskresenije)
- 1961: Abschied von den Tauben (Proschtschaite, golubi)
- 1962: Der Sonne nach (Tschelowek idjot sa solnzem)
- 1964: Die Lebenden und die Toten (Schiwye i mjortwye)
- 1964: Das Märchen von der verlorenen Zeit (Skaska o poterjannom wremeni)
- 1965: Treue (Wernost)
- 1968: Begegnung mit der Zärtlichkeit (Tri topolja na Pljuschtschiche)
- 1968: Warten wir den Montag ab (Doschiwem do ponedelnika)
- 1973: Ein Tropfen im Meer (Kaplja w more)
- 1974: Vergiß deinen Namen nicht (Pomni imja swojo)
- 1977: Die Geschichte eines unbekannten Schauspielers (Powest o heiswestnom aktjore)